# Punta Capezzolo
Punta Capezzolo (pron. Capezzòlo) è un piccolo e modesto promontorio situato in provincia di Grosseto, nel territorio comunale di Castiglione della Pescaia. Si eleva a poche decine di metri sul livello del mare, chiudendo a ovest la spiaggia di Castiglione della Pescaia e separandola dal litorale sabbioso che dall'attigua località di Riva del Sole giunge fino a Rocchette.

## Descrizione
Il promontorio costituisce una delle appendici occidentali del massiccio collinare di Poggio Ballone, che in alcuni tratti si avvicina maggiormente alla linea di costa.
Il breve tratto litoraneo che si sviluppa lungo il promontorio è caratterizzato da una costa scogliosa, mentre l'intera area che sorge sull'altura è interamente di proprietà privata, costituendo il parco di una moderna villa signorile ove la vegetazione è quella tipica della macchia mediterranea, alta e ad arbusti.
Nell'immediato retroterra di Punta Capezzolo, al di là della ex Strada statale 322 delle Collacchie, sorgono Villa Malenchini e la Cappella di San Luigi a Capezzolo.